# Лазарополе
Лазаро̀поле (на македонска литературна норма: Лазарополе) е село в западната част на Северна Македония, в община Маврово и Ростуше, без постоянно население.

## География
Лазарополе се намира на 1350 метра надморска височина в планината Бистра и е едно от най-високо разположените населени места в Северна Македония и на Балканите. През селото тече река Лазаровска, която преди да наближи селото изчезва под земята. Лазарополе е разположено сред обширни ливади и е обградено от дъбови и букови гори.
До Лазарополе се стига по път през пролома на река Радика, където се намира манастирът от XI век „Свети Йоан Бигорски“.

## Климат
През 1948 година в Лазарополе е основана метеорологична станция, която е най-главната синоптична станция в Северна Македония. Климатът в Лазарополе е с къси и свежи лета и студени зими. Най-ниска температура е регистрирана през 1954 година -23 °C, а най-висока +31,5 °C – през 1965 година. Първият мраз се появява в началото на октомври, а истински мразовитите дни са общо 134. Температурите над 5 °C започват от средата на април и продължават до началото на ноември. Лазарополе е под снежна покривка средно 92 дни, а има средно 80 слънчеви дни в годината.

## Произход на името
Съществува легендата за възникване на името Лазарополе: след някаква локална война турски еничари опустошават мияшките села. Когато наближават Главино село, стражата, поставена на скалите в местността Соколица, съобщава на селяните за наближаващата опасност. Те се скриват в близката, известна само на тях голяма пещера, където са се криели и преди това. Някой обаче ги издава и еничарите запалват влажно сено на входа, за да задушат селяните. Само един от тях, на име Лазар, се спасил и основал ново село, което носи неговото име – Лазарополе.
Д-р Блаже Смилевски, известен публицист и историограф на Лазарополе, предлага етимологично обяснение: името на селото произлиза от старославянската дума лазоръ, която означава голямо пространство, прочистено от гора. Коренните жители на селото се наричат лазоровци и изговарят името му Лазорополе.

## История
Лазарополе се споменава за пръв път в исторически документ от втората половина на XV век – Кондиката (книгата на дарителите) на Слепченския манастир. През 1582 година Лазарополе се среща в документ от преброяване, където е споменато като село на дервенджии с 60 домакинства и 44 неженени християни, което спада към вилаетa Река, Дебърска кааза и носи на своя спахия годишен приход от 3000 акчета. Задачата на дервенджиите била да охраняват близкия път през прохода от Кичево за Дебър от банди, които ограбват керваните и пътниците.
В средата на XIX век в Лазарополе има 250 къщи. В „Етнография на вилаетите Адрианопол, Монастир и Салоника“, издадена в Константинопол в 1878 година и отразяваща статистиката на населението от 1873 година Лазарово поле (Lazarovo Polé) е посочено като село с 300 домакинства с 1010 жители българи. През 1889 година населението на селото наброява 1278 жители.
Според статистиката на Васил Кънчов („Македония. Етнография и статистика“) от 1900 г. селото е населявано от 2640 жители, всички българи. През есента на 1900 година албанския разбойник Рамдук със 110 души чета напада Лазарополе в отговор на убийството на Абдураман бей от Дебър от четата на Дуко Тасев. Убити са кметът на селото и шест други души.
На Етнографската карта на Битолския вилает на Картографския институт в София от 1901 година Лазарополе е чисто българско село в Реканската каза на Дебърския санджак с 413 къщи.
В началото на XX век цялото село е под върховенството на Българската екзархия. По данни на секретаря на екзархията Димитър Мишев („La Macédoine et sa Population Chrétienne“) в 1905 година в Лазарополе има 3304 българи екзархисти и в селото функционира българско училище. Според митрополит Поликарп Дебърски и Велешки обаче в 1904 година в Лазарополе има 35 сръбски къщи. По това време в селото функционира и сръбско училище, отворено пет години по-рано. Български учители са Н. Попов, К. Хаджитеофилов и И. Иванов.
В 1909 година вестник „Дебърски глас“ пише:
| „ | Село Лазарополе (Река), Дебърско е едно от най-големите села подир Галичник в Дебърския край. То е чисто българско. Тук винаги е царувал сговор между селяните. То е водило юначна борба против фанариотството, от това село е трагично загиналият Х. п. Теофил, пръв български екзархийски наместник в гр. Дебър, убит под село Долно Мелничани от собствените сеймени, подкупени от тогавашния гръцки владика Антим. В последно време и сръбската пропаганда, при всичките си усилия и харчене безогледно на сръбско злато, не можа да успее. Само две-три семейства се подадоха на сръбската съблазан. За честта на лазарополци други не си продадоха честта за пари. | “ |

В 1910 година главен български учител в селото е Дамче Йосифов, а негов помощник Павел Теодосиев, завършил Цариградската българска семинария и по-късно български архиерейски наместник в Галичник. Според статистика на вестник „Дебърски глас“ в 1911 година в Лазарополе има 427 български екзархийски и 3 патриаршистки къщи (от 1901 г.). В селото работи сръбско училище с 1 учител и 7 ученици.
При избухването на Балканската война в 1912 година 104 души от Лазарополе се записват доброволци в Македоно-одринското опълчение.
В 1912 година по време на Балканската война в Лазарополе влизат сръбски войски. Сръбското преброяване показва 2435 жители. След Междусъюзническата война селото попада в Сърбия. В 1915 година е освободено от българската армия по време на Първата световна война и според български данни в 1916 година има 1809 жители. След загубата на Първата световна война от България селото е върнато на Сърбия и влиза в състава на Кралството на сърби, хървати и словенци.
На етническата си карта на Северозападна Македония в 1929 година Афанасий Селишчев отбелязва Лазарополе като българско село.
След разгрома на Югославия от Нацистка Германия през пролетта на 1941 година Лазарополе попада в администрираната от италианците зона на Македония и е присъединено към Албания. През есента на 1943 година въоръжени албански отряди използват като повод комунистическата активност в района и нападат редица мияшки села. При нападението си на 2 октомври 1943 г. те ограбват Лазарополе и поставят ултиматум на населението да се изсели. Въпреки съпротивата на комунистическите активисти, огромната част от жителите на селото — около 300 семейства, се изселва в зоната, администрирана от българските власти — Прилеп, Битоля, Охрид, Скопие и другаде. По-късно част от жителите се връщат, но според преброяването от 1948 година населението на селото е едва 792 жители, през 1953 година – 962 жители, през 1961 година – 720 жители, през 1981 година – 9 жители, през 1991 година – 1, а днес в Лазарополе през зимния период има само двама платени пазачи, които охраняват напълно празно село.
През 1832 година в Лазарополе започва строеж на църква, чийто ктитор е Гюрчин Кокале. Църквата се строи без разрешение 6 години, до 1838 година, когато Гюрчин Кокале отива на аудиенция при султана, от когото получава ферман за построяване на църквата. През 1841 църквата Свети Георги е завършена и осветена. Стенописите са изработени от много зографи, сред които и зограф Михаил, пазарен и доведен чак от Света Гора, който обаче поради неморално поведение бива заменен от Дичо Зограф от Тресонче. Камбанарията е завършена през 1857 година, като дар от сина на Гюрчин Кокале, Дамян.
През XIX век Лазарополе се включва в църковно-просветните движения в тези краища. Роденият в Лазарополе зографски архимандрит Анатолий през първата половина на XIX в. е изпратен с мисия в Санкт Петербург, където е назначен за възпитател в императорския дворец, а друг духовник от Лазарополе — Иларион, е игумен на Каприянския манастир след 1838 година и на Зографския манастир в Света Гора между 1849 и 1855 година.
Първото училище в мияшкия край е изградено в Лазарополе през 1841 година до църквата. Основното училище и гимназията в Лазарополе съществуват до края на 70-те години на XX век.

## Поминък в миналото

### Животновъдство
В Лазарополе основен поминък бил животновъдството. От добитъка мияците произвеждали вълна, месо, мляко и млечни продукти не само за своите нужди, а за продажба. Всяко семейство, дори и най-бедното, разполагало с няколко овце и кон. В началото на XX век в Бистра планина имало стотици хиляди овце, а само в Лазарополе имало 1400 крави. Най-малко десетима лазарополци имали по 7000 овце.
След Втората световна война в селото е основан кооператив, с който е поставен край на частното животновъдство в Лазарополе. Това ускорява изселването на лазарополци в градовете, най-често в Дебър и Скопие, но и в чужбина.

### Печалбарство
Печалбарството се смятало за специфичен вид поминък. Лазоровци наричали печалбарите тугьоземяни (чуждоземци = гурбетчии), а занаятчиите, които оставали да работят в селото и околността — домашари. На печалбарство заминавали през есента, а се връщали преди Илинден. Печалбарите най-често заминавали на тайфи (дружини), а най-известни тайфи на лазарополците били резбарите, зографите и зидарите.

## Лазарополе туристическо селище
След изселването на жителите на Лазарополе то остава да съществува. Кооперативът продължава да работи, отглежда 7000 овце, за които се грижат наети овчари. Освен това, кооперативът поддържа две почивни станции и хлебопекарна. В Лазарополе има кафене и супермаркет, който обслужва цялото село.
Днес в Лазарополе основни проблеми са отдалечеността от главните магистрални пътища, лошото снабдяване на селището, ретранслатор само за двете програми на македонската телевизия. Обаче в края на 1990 година в Лазарополе е изградена поща с автоматична телефонна централа с около 150 телефонни номера.
През летния сезон Лазарополе е оживено. Сега в него има над 300 обновени къщи, макар че все още се виждат и изоставени и полуразрушени къщи. Обаче повечето лазарополци се връщат и ремонтират или построяват наново къщите си. В Лазарополе се плащат комунални такси и ток, а водата е безплатна.

## Природни забележителности
По течението на река Гарска река, на югозапад от връх Църн връв (1501 м), близо до Лазарополе, е разположена защитена местност с диви кестени (Aesculus hypocastanum) с площ около 2 ха. Защитени са както отделни дървета, така и по-големи и по-малки групи растения.

## Личности
Сред видните Лазарополци е Анатолий Зографски (? – 1848), български възрожденски духовник, архимандрит на Зографския манастир. Друг виден духовник от селото е Теофил Аврамов (1851 – 1884), езкархийски наместник в Дебър. Кипро Симоновски (1873 – 1938) и Павел Караасанов (1869 – 1905) са дейци на ВМОРО. Анатоли Дамяновски (1928 – 1996) е югославски политик, а Александър Христовски (1933 – 2000) и Анте Поповски (1931 – 2003) са писатели от Северна Македония.

## Други
На Лазарополе е наречена улица в квартал „Карпузица“ в София (Карта).